# Atmoda
Atmoda (deutsch Erwachen), gegründet als No sirds Latvijai (deutsch Von Herzen für Lettland) ist eine konservative politische Partei in Lettland.

## Geschichte
Die Partei wurde 2014 gegründet. Die Politikerin Inguna Sudraba war Mitbegründerin und ist Vorsitzende der Partei.
Zu den Parlamentswahlen 2014 trat die Partei erstmals an und erreichte mit 6,9 Prozent auf Anhieb den Einzug in die 12. Saeima. Die Partei konnte sich in den nächsten Jahren allerdings nicht profilieren. Bei der Wahl 2018 erreichte sie nur noch 0,8 Prozent der Stimmen und schied aus dem Parlament aus. Im Februar 2019 benannte sich die Partei in Atmoda um und rief andere Kleinparteien auf, gemeinsam die Kräfte zu bündeln.